# The Black Scorpion
The Black Scorpion (pt/br: O Escorpião Negro) é um filme méxico-estadunidense de 1957, dos gêneros terror e ficção científica, dirigido por Edward Ludwig e roteirizado por David Duncan, Robert Blees e Paul Yawitz.

## Elenco
- Richard Denning - Dr. Hank Scott
- Mara Corday - Teresa Alvarez
- Carlos Rivas - Dr. Arturo Ramons
- Mario Navarro - Juanito
- Carlos Múzquiz - Dr. Velasco
- Pascual García Peña - Dr. Delacruz
- Pedro Galván - Pai Delgado
- Artuo Martinez - Major Cosio
- Fanny Schiller - Florentina